# Antoni Winnicki
Antoni Winnicki herbu Sas (zm. 26 listopada 1679) – prawosławny metropolita kijowski (1663–1679) z siedzibą w Czehryniu, halicki i Wszechruski (1676–1679), egzarcha Patriarchatu Konstantynopola, prawosławny biskup sanocko-przemyski z siedzibą w Sanoku i Przemyślu.

## Życiorys
Syn Teodora, brat Stefana. Popierany przez Rzeczpospolitą Obojga Narodów, z zakresem władzy – Halicz, Wołyń i Podole. Zdobył zbrojnie władzę w Przemyślu na biskupie Terleckim. Nie zyskał uznania przez lewobrzeżną  starszyznę kozacką. Winnickiego cechował szczególnie wrogi stosunek do unii. Występował zbrojnie przeciwko władykom unickim, zajmował dobra ziemskie, i wszystko to czynił przy poparciu rodziny, stronników i Kozaków.
Jego bogaty w wydarzenia życiorys opisał bazylianin Pimen Staromiejski, ukazując go jako „człowieka chciwego, rabującego cerkwie, fałszerza monety oraz mordercę zarówno unitów, jak i wyznawców prawosławia”.
Był ostatnim metropolitą, który nosił tytuł metropolity Kijowa, Galicji i Wszechrusi.
Po śmierci bp. Antoniego następcą w Przemyślu został Innocenty Winnicki (1691–1700) zmuszony przyjąć unię.